# Museu Nacional de Comores
O Museu Nacional de Comores (em francêsː Musée National des Comores) é um museu nacional multidisciplinar, criado em 1989, localizado na cidade de Moroni, capital de Comores.

## Estrutura
O museu possui recepção, livraria, uma sala para exposições temporárias e quatro salas de exposição permanente.
Sala da História, Arqueologia, Arte e Religião - a exposição é apresentada através de fotografias e manuscritos, contando a história de Comores desde o século IX até aos dias atuais.
Sala da Vulcanologia e Ciências da terra - exposição de rochas vulcânicas; fotos sobre o maciço de Karthala e o Maciço de La Grille; e modelo de uma seção transversal do globo terrestre.
Sala da Oceanografia e Ciências naturais - exposição de exemplares de fauna e flora, terrestres e marinhos.
Sala da Antropologia Social e Cultural - exposição de objetos do cotidiano, da cultura e do meio ambiente.